# Bettona
Bettona ist eine italienische Gemeinde mit 4256 Einwohnern (Stand 31. Dezember 2023) in der Provinz Perugia in der Region Umbrien. Sie ist Mitglied der Vereinigung I borghi più belli d’Italia (Die schönsten Orte Italiens) und der Associazione Nazionale Città dell’Olio.

## Geografie

Die Lage von Bettona in der Provinz Perugia

Die Gemeinde erstreckt sich über rund 45 km². Sie liegt etwa 14 Kilometer südöstlich von Perugia an der historischen Römerstraße Via Amerina sowie an den Flüssen Chiascio und Topino. Sie liegt in der klimatischen Einordnung italienischer Gemeinden in der Zone E, 2149 GR/G. Bettona gehört zur Gemeinschaft Comunità montana Trasimeno Medio Tevere und zum Titularbistum Bettonium. Das Ortsgebiet gehört seit 1995 zum Parco del Lago Trasimeno des Trasimenischen Sees.
Zu den Ortsteilen (Frazioni) gehören:
1. Cerreto (ca. 3 km östlich des Hauptortes)
2. Colle (230 m s.l.m., ca. 1 km nordwestlich des Hauptortes)
3. Passaggio (202 m s.l.m., ca. 900 Einwohner, liegt am Zusammenfluss von Chiascio und Topino ca. 2 km nordöstlich des Hauptortes)

Die Nachbargemeinden sind Assisi, Bastia Umbra, Cannara, Collazzone, Deruta, Gualdo Cattaneo und Torgiano.

## Geschichte
Zur Zeit der Etrusker war der Ort als Vetumna bekannt und deren einzige Siedlung linksseitig (östlich) des Tiber. Unter den Römern erhielt der Ort den Namen Bellum Perusinum Vettona und wurde Municipium. Nach der Zerstörung des Ortes 548 durch Totila gelangte Bettona unter die Herrschaft von Spoleto. Spoleto übergab 1198 Teile seiner Grafschaft an den Kirchenstaat, darunter auch Bettona, das hier bis 1223 verblieb und sich dann Assisi unterwerfen musste. Beim Versuch, sich 1352 von Perugia unabhängig zu machen, wurde der Ort belagert und schließlich niedergebrannt, wobei die Kirchen ausgelassen wurden. Die neuen Stadtmauern entstanden 1367 auf Weisung des Kardinals Gil Álvarez Carillo de Albornoz. Von 1389 bis 1425 herrschten die Trinci aus Foligno über den Ort. Danach gab Papst Martin V. den Ort an die Baglioni, doch die Gemeinde wehrte sich 14 Jahre dagegen. Im Jahr 1439 wurde die Gemeinde letztendlich Lehen der Familie Baglioni bis 1648, danach war der Ort Teil des Kirchenstaates bis 1861. Nach der Einheit Italiens 1861 stieg die Bevölkerungszahl von ca. 2750 auf ca. 4300 im Jahr 1951. Nach kurzem Tief in den 1970er Jahren stieg die Bevölkerungszahl bis 2010 auf ca. 3800 Einwohner an.

## Sehenswürdigkeiten

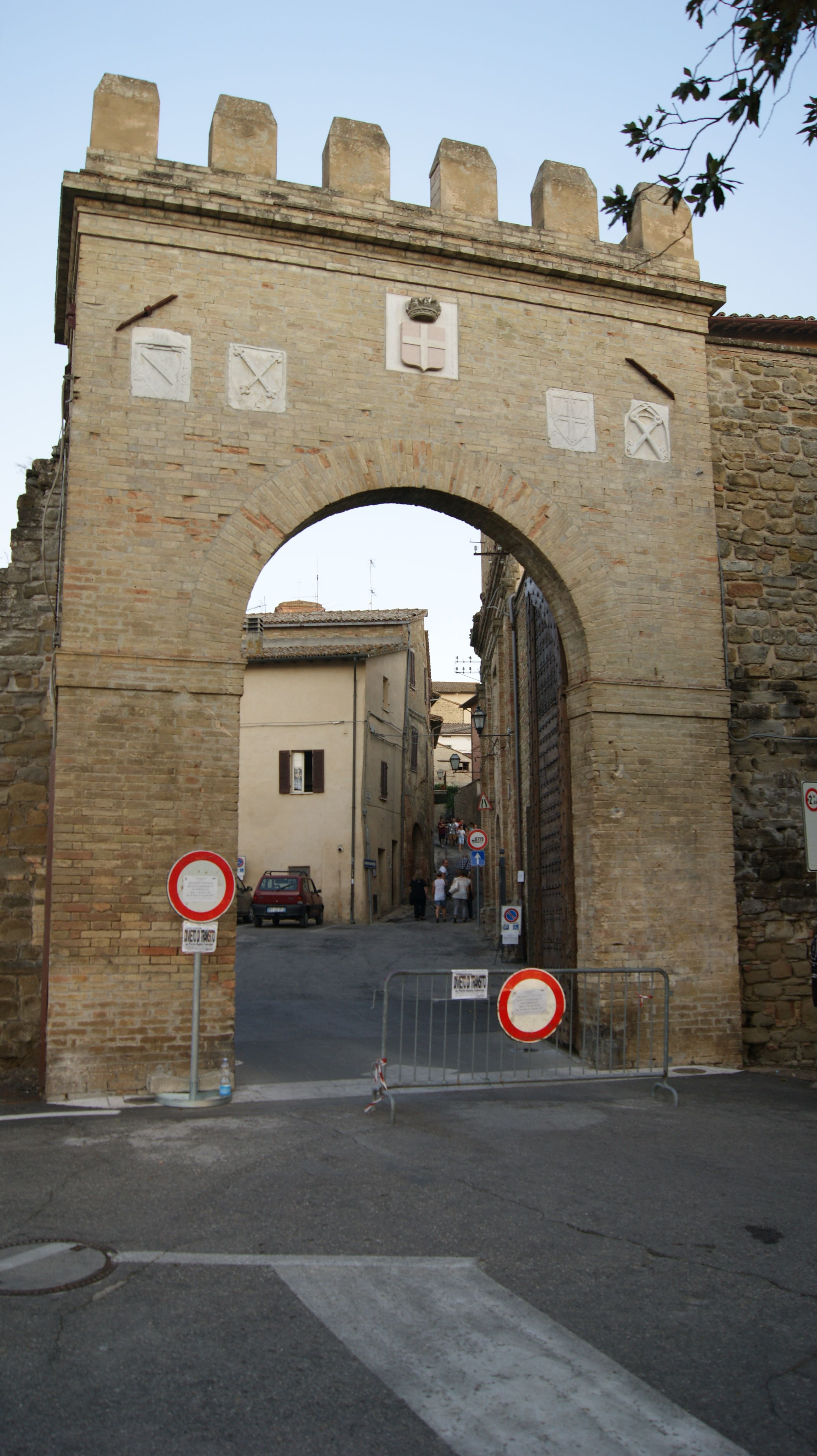
Porta Vittorio Emanuele

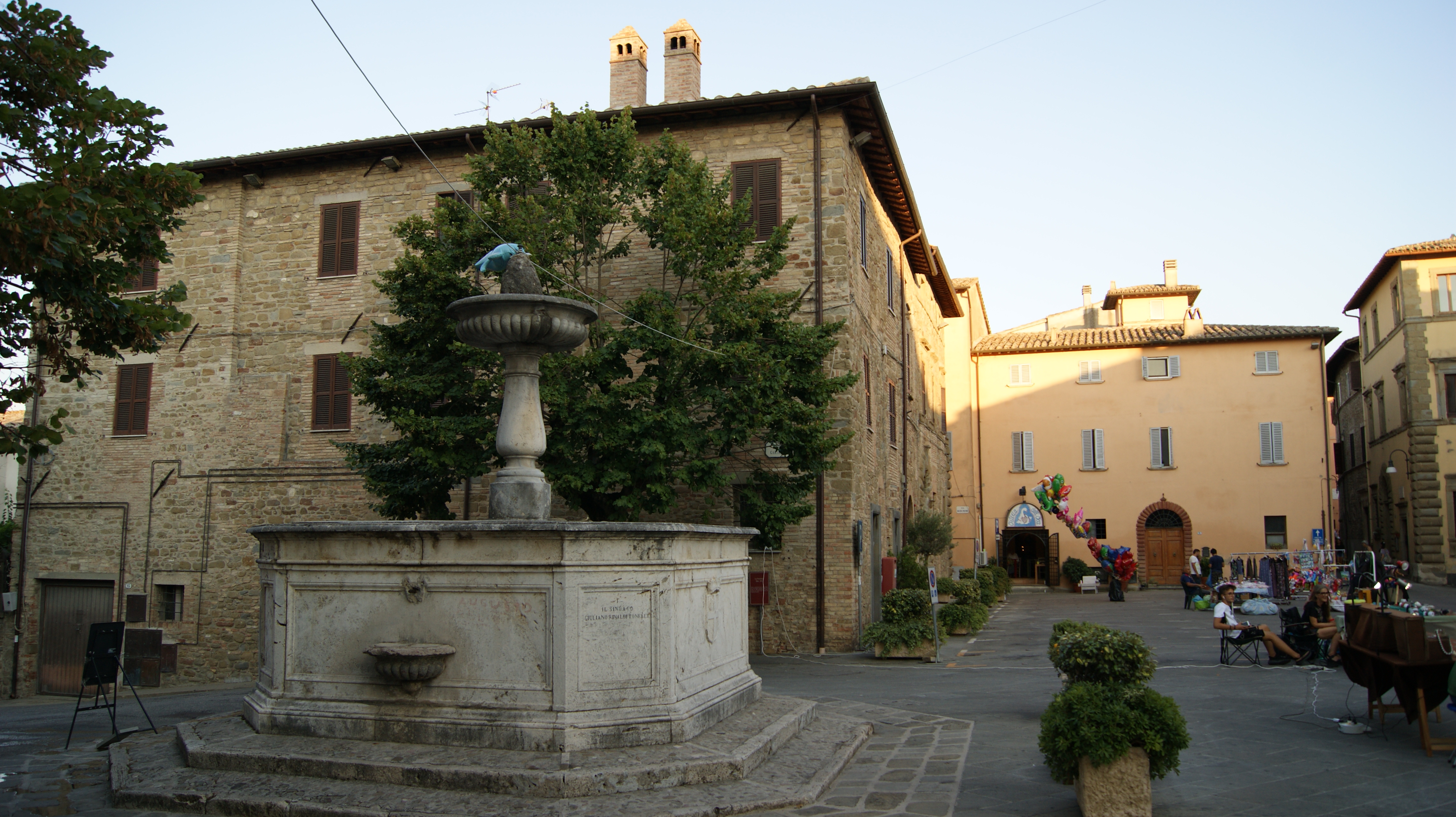
Piazza Cavour

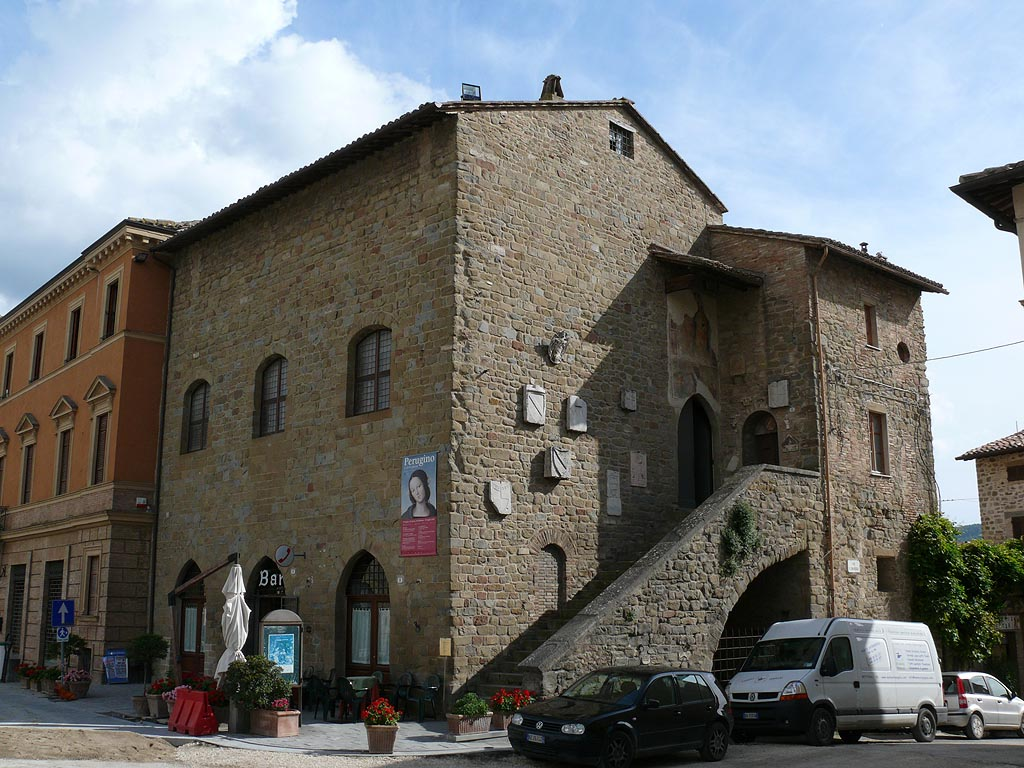
Palazzetto del Podestà

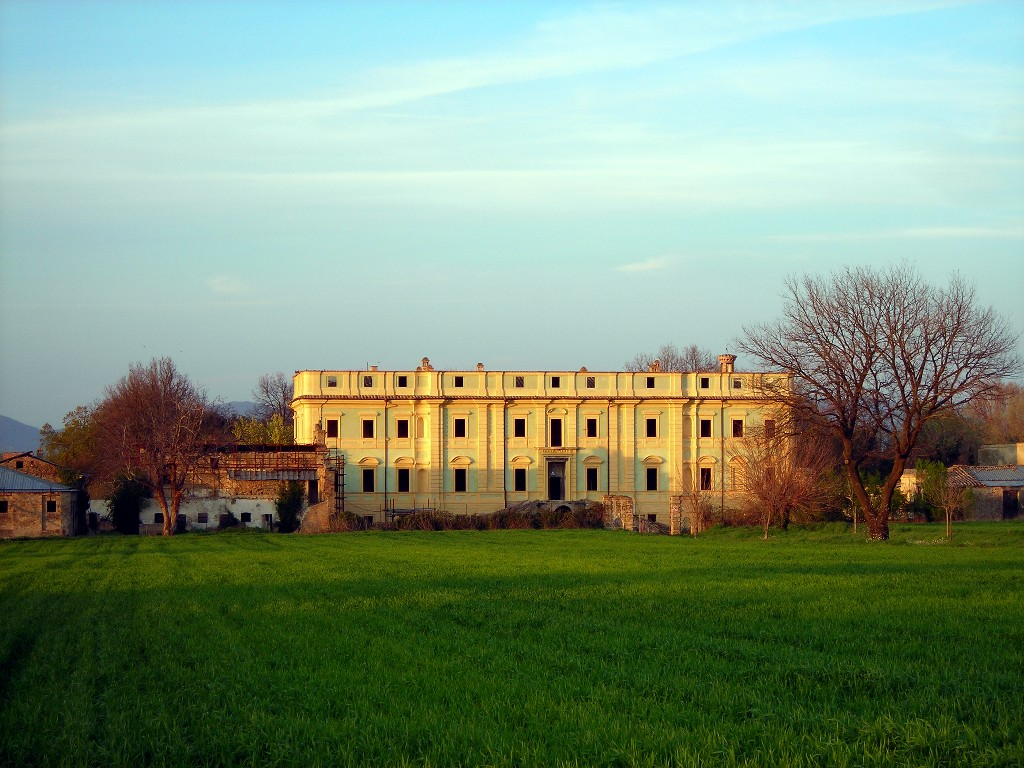
Villa Boccaglione

Der heutige historische Ortskern ist von der noch fast vollständig erhaltenen Stadtmauer (mit Teilen der etruskischen Mauer) umgeben und wird durch das Stadttor bzw. Haupttor Porta Vittorio Emanuele (heutiger Name) betreten. Das ehemalige römische Forum ist die heutige Piazza Cavour.
- Abbazia di San Quirico, ehemaliges Kloster der Benediktiner aus dem 10. Jahrhundert im Ortsteil Passaggio.
- Chiesa parrocchiale di Santa Maria Maggiore, Kirche im Ortszentrum, die 1225 über einer älteren Kirche entstand und am Anfang des 19. Jahrhunderts restauriert wurde. Die Hauptkirche des Ortes enthält die Kunstwerke Crocifissione e Pietà des Nicolò Alunno und ein Gonfanon des Perugino sowie das Werk Assunta fra due angeli des Gerardo Dottori.
- Chiesa di San Crispolto, nach dem Ortspatron benannte Kirche aus dem 13. Jahrhundert. Enthält Reliquien des Heiligen. Die heutige Fassade stammt aus dem 19. Jahrhundert und wurde von Antonio Stefanucci gestaltet.
- Chiesetta di San Gregorio, Kirche aus dem 12. Jahrhundert im Ortsteil Passaggio.
- Oratorio di Sant’Andrea, Oratorium aus dem 13. Jahrhundert, enthält Fresken (Passione di Cristo) aus der Schule des Giotto di Bondone, ca. 1394 entstanden.
- Palazzetto del Podestà, 1371 entstandener Sitz der Podestà.
- Palazzo Biancalana, Gebäude, das am Anfang des 19. Jahrhunderts entstand und heute Teile des Stadtmuseums (Museo della Città) enthält.
- Palazzo Baglioni, Gebäude aus dem Mittelalter
- Pinacoteca Comunale im Palazzetto del Podestà, enthält Werke von Dono Doni und des Perugino.
- Torre del Molinaccio, Verteidigungsturm aus dem 13. Jahrhundert im Ortsteil Passeggio.
- Villa Boccaglione, Gebäude aus dem 18. Jahrhundert im Ortsteil Passeggio, wahrscheinlich von Giuseppe Piermarini errichtet.

## Söhne und Töchter der Gemeinde
- Franco Balducci (1922–2001), Schauspieler